# نيل وارنوك
نيل وارنوك  (بالإنجليزية: Neil Warnock) (1 ديسمبر 1948 شفيلد المملكة المتحدة) هو لاعب كرة قدم بريطاني يلعب كلاعب وسط.

## وصلات خارجية
- نيل وارنوك على موقع قاعدة بيانات كرة القدم.إي يو (الإنجليزية)
- نيل وارنوك على موقع Soccerbase.com (لاعب) (الإنجليزية)
- نيل وارنوك على موقع Soccerbase.com (مدرب) (الإنجليزية)
- نيل وارنوك على موقع Soccerway.com (الإنجليزية)
- نيل وارنوك على موقع عالم كرة القدم.نت (الإنجليزية)